# ميرا غنيم
ميرا غنيم(ولدت في 18 مايو 1983) هي سباحة أولمبية أردنية. مثلت الأردن في دورة الألعاب الأولمبية الصيفية 1996 في أتلانتا (جورجيا).

## المشاركة الأولمبية

### الألعاب الأولمبية الصيفية 1996
كانت ميرا أصغر المشاركين في الأردن في تلك البطولة، كان عمرها 13 عاماً و 68 يوماً فقط. حتى الآن لا زالت ميرا المشاركة الأصغر على الإطلاق للأردن في الأولمبياد.

## روابط خارجية
- ميرا غنيم على موقع الاتحاد الدولي للسباحة (الإنجليزية)
- ميرا غنيم على موقع SwimRankings.net (الإنجليزية)
- ميرا غنيم على موقع اللجنة الأولمبية الدولية (الإنجليزية)
- ميرا غنيم على موقع أوليمبيديا (الإنجليزية)